# Japonská císařská dynastie
Dynastie japonských císařů nebo císařská rodina (japonsky 皇室, kóšicu; v překladu císařská domácnost) je nejdéle vládnoucí dynastií na světě. Zahrnuje ty členy širší rodiny vládnoucího japonského císaře, kteří vykonávají úřední a veřejné povinnosti. Podle současné japonské ústavy je císař "symbol státu a jednoty lidu". Ostatní členové císařské rodiny vykonávají ceremoniální a společenské povinnosti, ale nemají žádnou roli ve vládních záležitostech. Povinnosti císaře jsou předávány jejich mužským potomkům.
Císařský dům uznává 126 panovníků, počínaje legendárním císařem Džimmu (tradičně datovaným 11. února 660 př. n. l.) a pokračujícím až po současného císaře Naruhita. Historické důkazy pro prvních 29 císařů jsou podle moderních standardů okrajové, ale existují důkazy o dědičné linii, protože císař Kinmei nastoupil na trůn před 1500 lety. Za prvního historicky doloženého císaře s pevně vymezenou dobou vlády je považován právě císař Kinmei, který vládl v letech 539 až 571. Japonští císařové z tohoto rodu tedy vládnou nejméně 1500 let.

## Seznam současných členů

Japonský císařský rodokmen k únoru 2022

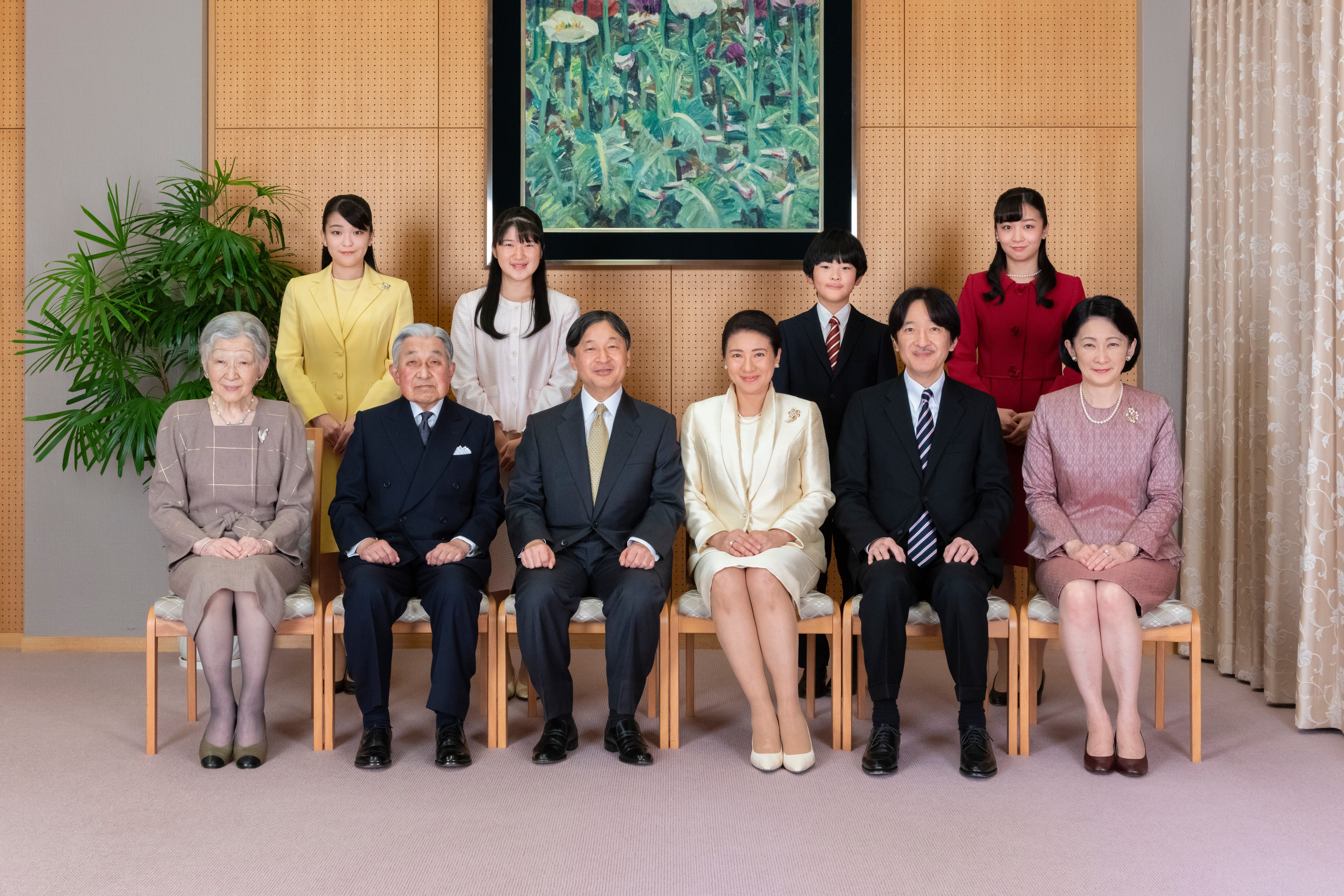
Císař Naruhito a císařovna Masako s některými dalšími členy císařské rodiny, 2021

Článek 5 zákona o císařské domácnosti (皇室 典範, Kóšicu tenpan) definuje císařskou rodinu (皇族, kózoku) jako císařovnu (皇后, kógó); císařovnu vdovu (太 皇太后, tai-kótaigó); královnu matku (皇太后, kótaigó); císařovy legitimní syny a legitimní vnuky v legitimní mužské linii (親王, šinnó) a jejich chotě (親 王妃, šinnóhi); císařovy svobodné legitimní dcery a svobodné legitimní vnučky v legitimní mužské linii (内 親王, naišinnó); císařovy další legitimní mužské potomky ve třetí a pozdější generaci v legitimní mužské linii (王, ó) a jejich chotě (王妃, óhi); a další císařovy nesezdané legitimní ženské potomky ve třetí a pozdější generaci v legitimní mužské linii (女王, džoó). V češtině se šinnó a ó překládají jako „princ“, stejně jako šinnóhi, naišinnó, óhi a džoó jako „princezna“.
Po odstranění jedenácti vedlejších větví z císařského domu v říjnu 1947 bylo oficiální členství v císařské rodině fakticky omezeno na potomky mužské linie císaře Taišó, s výjimkou žen, které se provdaly mimo císařskou rodinu a jejich potomků.
Císařská rodina má aktuálně 17 členů:
- Císař Naruhito, nejstarší syn a první dítě emeritního císaře Akihita a emeritní císařovny Mičiko se narodil 23. února 1960 v Nemocnici císařské domácnosti v Tokiu. Následníkem trůnu se stal po nástupu svého otce na trůn. Korunní princ Naruhito si 9. června 1993 vzal Masako Owadovou. Dne 1. května 2019 vystoupil na Chryzantémový trůn a po abdikaci svého otce se stal císařem.[5]
- Císařovna Masako se narodila 9. prosince 1963 jako dcera Hisaši Owady, bývalého ministra zahraničí a bývalého stálého zástupce Japonska při OSN. Po nástupu svého manžela na trůn 30. dubna 2019 se stala císařovnou manželkou.[5]
  - Aiko, princezna Toši se narodila 1. prosince 2001 a je jedinou dcerou císaře Naruhita a císařovny Masako.
- Emeritní císař Akihito se narodil 23. prosince 1933 v Kókjó jako nejstarší syn a páté dítě císaře Hirohita a císařovny Kódžun. Oženil se 10. dubna 1959 s Mičiko Šóda. Císař Akihito se stal po svém otci císařem dne 7. ledna 1989 a byl následován Naruhitem poté, co 30. dubna 2019 abdikoval.[6]
- Emeritní císařovna Mičiko se narodila v Tokiu 20. října 1934 jako nejstarší dcera Hidesabura Šódy, prezidenta a čestného předsedy Nisshin Flour Milling Inc.[6]
- Fumihito, korunní princ Akišino, druhý syn emeritního císaře se narodil 30. listopadu 1965 v Nemocnici císařské domácnosti v Tokiu. Jeho dětský titul byl princ Aja. Po sňatku s Kiko Kawašimaovou dne 29. června 1990 získal titul princ Akišino a povolení založit novou větev císařské rodiny.
- Kiko, korunní princezna Akišino se narodila 11. září 1966 jako dcera Tacuhika Kawašimy, profesora ekonomie na Univerzitě Gakušúin.[7] Korunní princ a princezna Akišino mají dvě dcery (jedna z nich zůstává členkou císařské rodiny) a jednoho syna:
  - Princezna Kako z Akišina (narozená 29. prosince 1994), druhá dcera korunního prince Akišina.
  - Princ Hisahito z Akišina (narozen 6. září 2006), první muž narozen v císařské domácnosti od narození jeho otce 41 let předtím.Členové císařské rodiny se při oslavách korunovace nového císaře ukazují široké veřejnosti. Emeritní císař Akihito a emeritní císařovna Mičiko nejsou přítomni (4. května 2019).

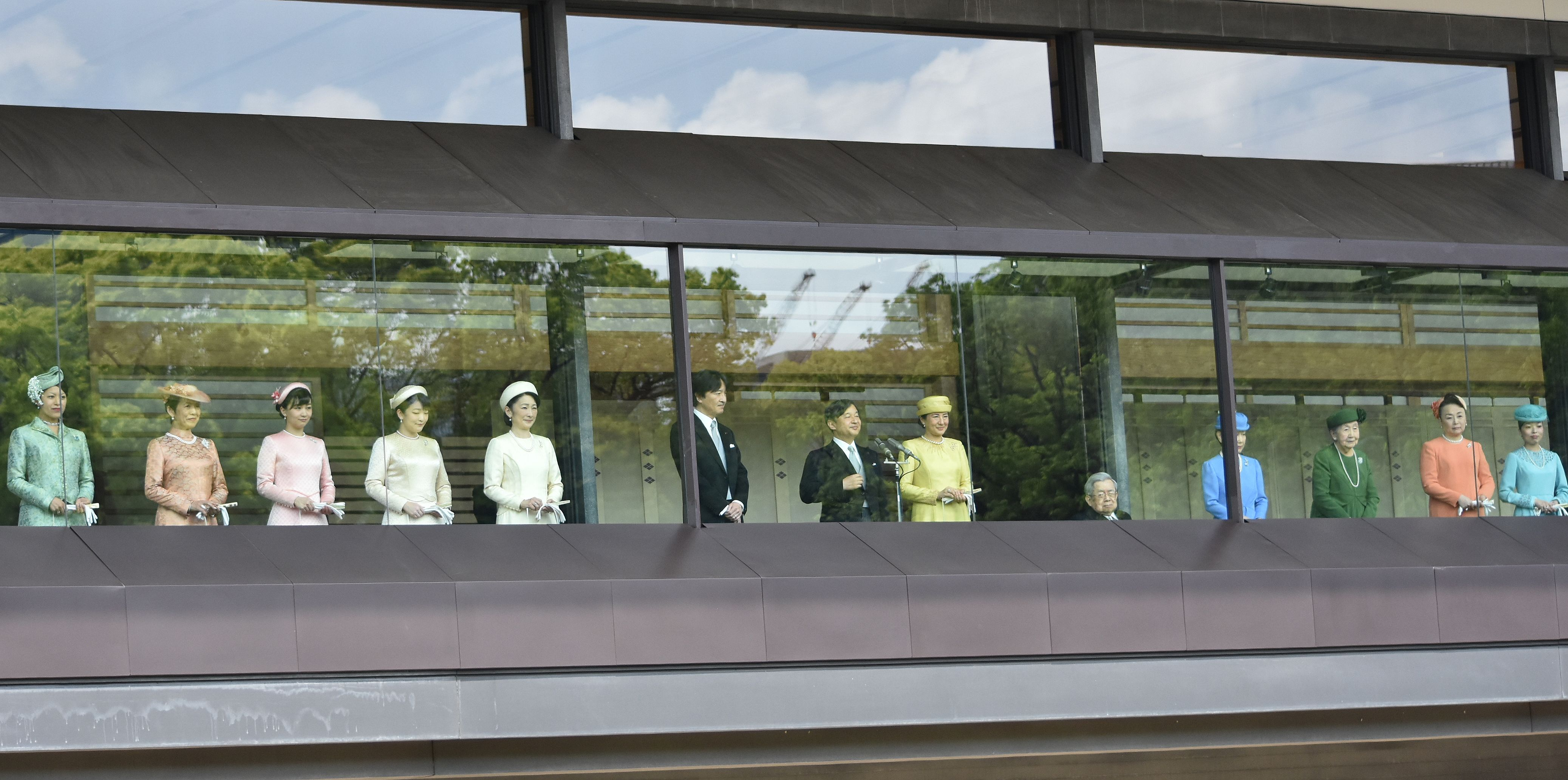
Členové císařské rodiny se při oslavách korunovace nového císaře ukazují široké veřejnosti. Emeritní císař Akihito a emeritní císařovna Mičiko nejsou přítomni (4. května 2019).

- Masahito, princ Hitači se narodil 28. listopadu 1935 jako druhý syn a šesté dítě císaře Hirohita a císařovny Kódžun. Jeho dětský titul byl princ Joši. Dne 1. října 1964, den po svatbě, získal titul princ Hitači a povolení k založení nové větve císařské rodiny.[8]
- Hanako, princezna Hitači se narodila 19. července 1940 jako dcera bývalého hraběte Jošitaky Cugarua. Princ a princezna Hitači nemají žádné děti.[8]
- Nobuko, princezna Tomohito z Mikasy je vdova po princi Tomohitovi z Mikasy (5. ledna 1946 –⁠ 6. června 2012), nejstarším synovi prince a princezny Mikasa a druhém bratranci císaře Naruhita. Princezna se narodila 9. dubna 1955 jako dcera Takakičiho Asa, předsedy Aso Cement Co., a jeho manželky Kazuko, dcery bývalého předsedy vlády Šigeru Jošidy.[9] Se zesnulým princem Tomohitem z Mikasy má dvě dcery:
  - Princezna Akiko z Mikasy (narozená 20. prosince 1981)
  - Princezna Jóko z Mikasy (narozená 25. října 1983)
- Hisako, princezna Takamado je vdova po Norihitovi, princi Takamadovi (29. prosince 1954 –⁠ 21. listopadu 2002), třetím synovi prince a princezny Mikasa a bratranci císaře Naruhita. Princezna se narodila 10. července 1953 jako nejstarší dcera Šigejira Tottoriho. Za prince se provdala dne 6. prosince 1984. Původně známý jako princ Norihito z Mikasy získal 1. prosince 1984 titul princ Takamado a povolení založit novou větev císařské rodiny.[10] Princezna Takamado má tři dcery, z nichž jedna zůstává členkou císařské rodiny:
  - Princezna Cuguko z Takamada (narozená 6. března 1986)

### Rodokmen
Následující rodokmen zobrazuje rodokmen současných členů císařské rodiny:
|                |                |                |                |                |                |                |                |                    |                    |                    |                    |                    |                    |             |             |                           |                           |                           |                           |                           |                           |                |                |                           |                           |                           |                           | Císař Taišó †             | Císař Taišó †             | Císař Taišó †      | Císař Taišó †      | Císař Taišó †             | Císař Taišó †             |                           |                           | Císařovna Teimei †        | Císařovna Teimei †        | Císařovna Teimei † | Císařovna Teimei † | Císařovna Teimei †        | Císařovna Teimei †        |                           |                           |                           |                           |  |  |                             |                             |                             |                             |                             |                             |  |  |                |                |                |                |                |                |  |  |                    |                    |                    |                    |                    |                    |  |  |                    |                    |                    |                    |                    |                    |  |  |                |                |                |                |                |                |  |  |  |  |  |  |
|                |                |                |                |                |                |                |                |                    |                    |                    |                    |                    |                    |             |             |                           |                           |                           |                           |                           |                           |                |                |                           |                           |                           |                           | Císař Taišó †             | Císař Taišó †             | Císař Taišó †      | Císař Taišó †      | Císař Taišó †             | Císař Taišó †             |                           |                           | Císařovna Teimei †        | Císařovna Teimei †        | Císařovna Teimei † | Císařovna Teimei † | Císařovna Teimei †        | Císařovna Teimei †        |                           |                           |                           |                           |  |  |                             |                             |                             |                             |                             |                             |  |  |                |                |                |                |                |                |  |  |                    |                    |                    |                    |                    |                    |  |  |                    |                    |                    |                    |                    |                    |  |  |                |                |                |                |                |                |  |  |  |  |  |  |
|                |                |                |                |                |                |                |                |                    |                    |                    |                    |                    |                    |             |             |                           |                           |                           |                           |                           |                           |                |                |                           |                           |                           |                           |                           |                           |                    |                    |                           |                           |                           |                           |                           |                           |                    |                    |                           |                           |                           |                           |                           |                           |  |  |                             |                             |                             |                             |                             |                             |  |  |                |                |                |                |                |                |  |  |                    |                    |                    |                    |                    |                    |  |  |                    |                    |                    |                    |                    |                    |  |  |                |                |                |                |                |                |  |  |  |  |  |  |
|                |                |                |                |                |                |                |                |                    |                    |                    |                    |                    |                    |             |             |                           |                           |                           |                           |                           |                           |                |                |                           |                           |                           |                           |                           |                           |                    |                    |                           |                           |                           |                           |                           |                           |                    |                    |                           |                           |                           |                           |                           |                           |  |  |                             |                             |                             |                             |                             |                             |  |  |                |                |                |                |                |                |  |  |                    |                    |                    |                    |                    |                    |  |  |                    |                    |                    |                    |                    |                    |  |  |                |                |                |                |                |                |  |  |  |  |  |  |
|                |                |                |                |                |                |                |                | Císař Šówa †       | Císař Šówa †       | Císař Šówa †       | Císař Šówa †       | Císař Šówa †       | Císař Šówa †       |             |             | Císařovna Kódžun †        | Císařovna Kódžun †        | Císařovna Kódžun †        | Císařovna Kódžun †        | Císařovna Kódžun †        | Císařovna Kódžun †        |                |                | Princ Čičibu †            | Princ Čičibu †            | Princ Čičibu †            | Princ Čičibu †            | Princ Čičibu †            | Princ Čičibu †            |                    |                    | Princezna Čičibu †        | Princezna Čičibu †        | Princezna Čičibu †        | Princezna Čičibu †        | Princezna Čičibu †        | Princezna Čičibu †        |                    |                    | Princ Takamacu †          | Princ Takamacu †          | Princ Takamacu †          | Princ Takamacu †          | Princ Takamacu †          | Princ Takamacu †          |  |  | Princezna Takamacu †        | Princezna Takamacu †        | Princezna Takamacu †        | Princezna Takamacu †        | Princezna Takamacu †        | Princezna Takamacu †        |  |  | Princ Mikasa † | Princ Mikasa † | Princ Mikasa † | Princ Mikasa † | Princ Mikasa † | Princ Mikasa † |  |  | Princezna Mikasa † | Princezna Mikasa † | Princezna Mikasa † | Princezna Mikasa † | Princezna Mikasa † | Princezna Mikasa † |  |  |                    |                    |                    |                    |                    |                    |  |  |                |                |                |                |                |                |  |  |  |  |  |  |
|                |                |                |                |                |                |                |                | Císař Šówa †       | Císař Šówa †       | Císař Šówa †       | Císař Šówa †       | Císař Šówa †       | Císař Šówa †       |             |             | Císařovna Kódžun †        | Císařovna Kódžun †        | Císařovna Kódžun †        | Císařovna Kódžun †        | Císařovna Kódžun †        | Císařovna Kódžun †        |                |                | Princ Čičibu †            | Princ Čičibu †            | Princ Čičibu †            | Princ Čičibu †            | Princ Čičibu †            | Princ Čičibu †            |                    |                    | Princezna Čičibu †        | Princezna Čičibu †        | Princezna Čičibu †        | Princezna Čičibu †        | Princezna Čičibu †        | Princezna Čičibu †        |                    |                    | Princ Takamacu †          | Princ Takamacu †          | Princ Takamacu †          | Princ Takamacu †          | Princ Takamacu †          | Princ Takamacu †          |  |  | Princezna Takamacu †        | Princezna Takamacu †        | Princezna Takamacu †        | Princezna Takamacu †        | Princezna Takamacu †        | Princezna Takamacu †        |  |  | Princ Mikasa † | Princ Mikasa † | Princ Mikasa † | Princ Mikasa † | Princ Mikasa † | Princ Mikasa † |  |  | Princezna Mikasa † | Princezna Mikasa † | Princezna Mikasa † | Princezna Mikasa † | Princezna Mikasa † | Princezna Mikasa † |  |  |                    |                    |                    |                    |                    |                    |  |  |                |                |                |                |                |                |  |  |  |  |  |  |
|                |                |                |                |                |                |                |                |                    |                    |                    |                    |                    |                    |             |             |                           |                           |                           |                           |                           |                           |                |                |                           |                           |                           |                           |                           |                           |                    |                    |                           |                           |                           |                           |                           |                           |                    |                    |                           |                           |                           |                           |                           |                           |  |  |                             |                             |                             |                             |                             |                             |  |  |                |                |                |                |                |                |  |  |                    |                    |                    |                    |                    |                    |  |  |                    |                    |                    |                    |                    |                    |  |  |                |                |                |                |                |                |  |  |  |  |  |  |
|                |                |                |                |                |                |                |                |                    |                    |                    |                    |                    |                    |             |             |                           |                           |                           |                           |                           |                           |                |                |                           |                           |                           |                           |                           |                           |                    |                    |                           |                           |                           |                           |                           |                           |                    |                    |                           |                           |                           |                           |                           |                           |  |  |                             |                             |                             |                             |                             |                             |  |  |                |                |                |                |                |                |  |  |                    |                    |                    |                    |                    |                    |  |  |                    |                    |                    |                    |                    |                    |  |  |                |                |                |                |                |                |  |  |  |  |  |  |
| Emeritní císař | Emeritní císař | Emeritní císař | Emeritní císař | Emeritní císař | Emeritní císař |                |                | Emeritní císařovna | Emeritní císařovna | Emeritní císařovna | Emeritní císařovna | Emeritní císařovna | Emeritní císařovna |             |             | Princ Hitači (3)          | Princ Hitači (3)          | Princ Hitači (3)          | Princ Hitači (3)          | Princ Hitači (3)          | Princ Hitači (3)          |                |                | Princezna Hitači          | Princezna Hitači          | Princezna Hitači          | Princezna Hitači          | Princezna Hitači          | Princezna Hitači          |                    |                    | Pět dcer 1†, 2†, 3†, 4, 5 | Pět dcer 1†, 2†, 3†, 4, 5 | Pět dcer 1†, 2†, 3†, 4, 5 | Pět dcer 1†, 2†, 3†, 4, 5 | Pět dcer 1†, 2†, 3†, 4, 5 | Pět dcer 1†, 2†, 3†, 4, 5 |                    |                    | Princ Tomohito z Mikasy † | Princ Tomohito z Mikasy † | Princ Tomohito z Mikasy † | Princ Tomohito z Mikasy † | Princ Tomohito z Mikasy † | Princ Tomohito z Mikasy † |  |  | Princezna Tomohito z Mikasy | Princezna Tomohito z Mikasy | Princezna Tomohito z Mikasy | Princezna Tomohito z Mikasy | Princezna Tomohito z Mikasy | Princezna Tomohito z Mikasy |  |  | Princ Kacura † | Princ Kacura † | Princ Kacura † | Princ Kacura † | Princ Kacura † | Princ Kacura † |  |  | Princ Takamado †   | Princ Takamado †   | Princ Takamado †   | Princ Takamado †   | Princ Takamado †   | Princ Takamado †   |  |  | Princezna Takamado | Princezna Takamado | Princezna Takamado | Princezna Takamado | Princezna Takamado | Princezna Takamado |  |  | Dvě dcery 1, 2 | Dvě dcery 1, 2 | Dvě dcery 1, 2 | Dvě dcery 1, 2 | Dvě dcery 1, 2 | Dvě dcery 1, 2 |  |  |  |  |  |  |
| Emeritní císař | Emeritní císař | Emeritní císař | Emeritní císař | Emeritní císař | Emeritní císař |                |                | Emeritní císařovna | Emeritní císařovna | Emeritní císařovna | Emeritní císařovna | Emeritní císařovna | Emeritní císařovna |             |             | Princ Hitači (3)          | Princ Hitači (3)          | Princ Hitači (3)          | Princ Hitači (3)          | Princ Hitači (3)          | Princ Hitači (3)          |                |                | Princezna Hitači          | Princezna Hitači          | Princezna Hitači          | Princezna Hitači          | Princezna Hitači          | Princezna Hitači          |                    |                    | Pět dcer 1†, 2†, 3†, 4, 5 | Pět dcer 1†, 2†, 3†, 4, 5 | Pět dcer 1†, 2†, 3†, 4, 5 | Pět dcer 1†, 2†, 3†, 4, 5 | Pět dcer 1†, 2†, 3†, 4, 5 | Pět dcer 1†, 2†, 3†, 4, 5 |                    |                    | Princ Tomohito z Mikasy † | Princ Tomohito z Mikasy † | Princ Tomohito z Mikasy † | Princ Tomohito z Mikasy † | Princ Tomohito z Mikasy † | Princ Tomohito z Mikasy † |  |  | Princezna Tomohito z Mikasy | Princezna Tomohito z Mikasy | Princezna Tomohito z Mikasy | Princezna Tomohito z Mikasy | Princezna Tomohito z Mikasy | Princezna Tomohito z Mikasy |  |  | Princ Kacura † | Princ Kacura † | Princ Kacura † | Princ Kacura † | Princ Kacura † | Princ Kacura † |  |  | Princ Takamado †   | Princ Takamado †   | Princ Takamado †   | Princ Takamado †   | Princ Takamado †   | Princ Takamado †   |  |  | Princezna Takamado | Princezna Takamado | Princezna Takamado | Princezna Takamado | Princezna Takamado | Princezna Takamado |  |  | Dvě dcery 1, 2 | Dvě dcery 1, 2 | Dvě dcery 1, 2 | Dvě dcery 1, 2 | Dvě dcery 1, 2 | Dvě dcery 1, 2 |  |  |  |  |  |  |
|                |                |                |                |                |                |                |                |                    |                    |                    |                    |                    |                    |             |             |                           |                           |                           |                           |                           |                           |                |                |                           |                           |                           |                           |                           |                           |                    |                    |                           |                           |                           |                           |                           |                           |                    |                    |                           |                           |                           |                           |                           |                           |  |  |                             |                             |                             |                             |                             |                             |  |  |                |                |                |                |                |                |  |  |                    |                    |                    |                    |                    |                    |  |  |                    |                    |                    |                    |                    |                    |  |  |                |                |                |                |                |                |  |  |  |  |  |  |
|                |                |                |                |                |                |                |                |                    |                    |                    |                    |                    |                    |             |             |                           |                           |                           |                           |                           |                           |                |                |                           |                           |                           |                           |                           |                           |                    |                    |                           |                           |                           |                           |                           |                           |                    |                    |                           |                           |                           |                           |                           |                           |  |  |                             |                             |                             |                             |                             |                             |  |  |                |                |                |                |                |                |  |  |                    |                    |                    |                    |                    |                    |  |  |                    |                    |                    |                    |                    |                    |  |  |                |                |                |                |                |                |  |  |  |  |  |  |
| Císař          | Císař          | Císař          | Císař          | Císař          | Císař          |                |                | Císařovna          | Císařovna          | Císařovna          | Císařovna          | Císařovna          | Císařovna          |             |             | Korunní princ Akišino (1) | Korunní princ Akišino (1) | Korunní princ Akišino (1) | Korunní princ Akišino (1) | Korunní princ Akišino (1) | Korunní princ Akišino (1) |                |                | Korunní princezna Akišino | Korunní princezna Akišino | Korunní princezna Akišino | Korunní princezna Akišino | Korunní princezna Akišino | Korunní princezna Akišino |                    |                    | Sajako Kuroda             | Sajako Kuroda             | Sajako Kuroda             | Sajako Kuroda             | Sajako Kuroda             | Sajako Kuroda             |                    |                    | Princezna Akiko           | Princezna Akiko           | Princezna Akiko           | Princezna Akiko           | Princezna Akiko           | Princezna Akiko           |  |  | Princezna Jóko              | Princezna Jóko              | Princezna Jóko              | Princezna Jóko              | Princezna Jóko              | Princezna Jóko              |  |  |                |                |                |                |                |                |  |  | Princezna Cuguko   | Princezna Cuguko   | Princezna Cuguko   | Princezna Cuguko   | Princezna Cuguko   | Princezna Cuguko   |  |  | Dvě dcery 1, 2     | Dvě dcery 1, 2     | Dvě dcery 1, 2     | Dvě dcery 1, 2     | Dvě dcery 1, 2     | Dvě dcery 1, 2     |  |  |                |                |                |                |                |                |  |  |  |  |  |  |
| Císař          | Císař          | Císař          | Císař          | Císař          | Císař          |                |                | Císařovna          | Císařovna          | Císařovna          | Císařovna          | Císařovna          | Císařovna          |             |             | Korunní princ Akišino (1) | Korunní princ Akišino (1) | Korunní princ Akišino (1) | Korunní princ Akišino (1) | Korunní princ Akišino (1) | Korunní princ Akišino (1) |                |                | Korunní princezna Akišino | Korunní princezna Akišino | Korunní princezna Akišino | Korunní princezna Akišino | Korunní princezna Akišino | Korunní princezna Akišino |                    |                    | Sajako Kuroda             | Sajako Kuroda             | Sajako Kuroda             | Sajako Kuroda             | Sajako Kuroda             | Sajako Kuroda             |                    |                    | Princezna Akiko           | Princezna Akiko           | Princezna Akiko           | Princezna Akiko           | Princezna Akiko           | Princezna Akiko           |  |  | Princezna Jóko              | Princezna Jóko              | Princezna Jóko              | Princezna Jóko              | Princezna Jóko              | Princezna Jóko              |  |  |                |                |                |                |                |                |  |  | Princezna Cuguko   | Princezna Cuguko   | Princezna Cuguko   | Princezna Cuguko   | Princezna Cuguko   | Princezna Cuguko   |  |  | Dvě dcery 1, 2     | Dvě dcery 1, 2     | Dvě dcery 1, 2     | Dvě dcery 1, 2     | Dvě dcery 1, 2     | Dvě dcery 1, 2     |  |  |                |                |                |                |                |                |  |  |  |  |  |  |
|                |                |                |                |                |                |                |                |                    |                    |                    |                    |                    |                    |             |             |                           |                           |                           |                           |                           |                           |                |                |                           |                           |                           |                           |                           |                           |                    |                    |                           |                           |                           |                           |                           |                           |                    |                    |                           |                           |                           |                           |                           |                           |  |  |                             |                             |                             |                             |                             |                             |  |  |                |                |                |                |                |                |  |  |                    |                    |                    |                    |                    |                    |  |  |                    |                    |                    |                    |                    |                    |  |  |                |                |                |                |                |                |  |  |  |  |  |  |
|                |                |                |                |                |                |                |                |                    |                    |                    |                    |                    |                    |             |             |                           |                           |                           |                           |                           |                           |                |                |                           |                           |                           |                           |                           |                           |                    |                    |                           |                           |                           |                           |                           |                           |                    |                    |                           |                           |                           |                           |                           |                           |  |  |                             |                             |                             |                             |                             |                             |  |  |                |                |                |                |                |                |  |  |                    |                    |                    |                    |                    |                    |  |  |                    |                    |                    |                    |                    |                    |  |  |                |                |                |                |                |                |  |  |  |  |  |  |
|                |                |                |                | Princezna Aiko | Princezna Aiko | Princezna Aiko | Princezna Aiko | Princezna Aiko     | Princezna Aiko     |                    |                    | Mako Komuro        | Mako Komuro        | Mako Komuro | Mako Komuro | Mako Komuro               | Mako Komuro               |                           |                           | Princezna Kako            | Princezna Kako            | Princezna Kako | Princezna Kako | Princezna Kako            | Princezna Kako            |                           |                           | Princ Hisahito (2)        | Princ Hisahito (2)        | Princ Hisahito (2) | Princ Hisahito (2) | Princ Hisahito (2)        | Princ Hisahito (2)        |                           |                           |                           |                           |                    |                    |                           |                           |                           |                           |                           |                           |  |  |                             |                             |                             |                             |                             |                             |  |  |                |                |                |                |                |                |  |  |                    |                    |                    |                    |                    |                    |  |  |                    |                    |                    |                    |                    |                    |  |  |                |                |                |                |                |                |  |  |  |  |  |  |
|                |                |                |                | Princezna Aiko | Princezna Aiko | Princezna Aiko | Princezna Aiko | Princezna Aiko     | Princezna Aiko     |                    |                    | Mako Komuro        | Mako Komuro        | Mako Komuro | Mako Komuro | Mako Komuro               | Mako Komuro               |                           |                           | Princezna Kako            | Princezna Kako            | Princezna Kako | Princezna Kako | Princezna Kako            | Princezna Kako            |                           |                           | Princ Hisahito (2)        | Princ Hisahito (2)        | Princ Hisahito (2) | Princ Hisahito (2) | Princ Hisahito (2)        | Princ Hisahito (2)        |                           |                           |                           |                           |                    |                    |                           |                           |                           |                           |                           |                           |  |  |                             |                             |                             |                             |                             |                             |  |  |                |                |                |                |                |                |  |  |                    |                    |                    |                    |                    |                    |  |  |                    |                    |                    |                    |                    |                    |  |  |                |                |                |                |                |                |  |  |  |  |  |  |

Poznámky
- Čísla v závorkách označují místa v linii následnictví.
- Tučné písmo označuje žijící jedince, kteří jsou uvedeni jako členové císařské rodiny.[11]
- Kurzíva označuje princezny, které po svatbě opustily císařskou rodinu.[11]
- Přerušované čáry označují manželské páry.
- Křížek (†) označuje zesnulé jedince.[11]

## Žijící bývalí členové
Podle podmínek zákona o císařské domácnosti z roku 1947 ztrácejí naišinnó (císařské princezny) a joo (princezny) po svatbě tituly a členství v císařské rodině, pokud si nevezmou císaře nebo jiného člena císařské rodiny. Čtyři z pěti dcer císaře Hirohita, dvě dcery prince Takahita, jediná dcera císaře Akihita a naposledy druhá a třetí dcera prince Norihita opustily císařskou rodinu po svatbě, připojily se k rodině manžela a přijaly tak příjmení manžela. Nejstarší dcera císaře Hirohita si v roce 1943 vzala nejstaršího syna prince Naruhiko Higašikuni.

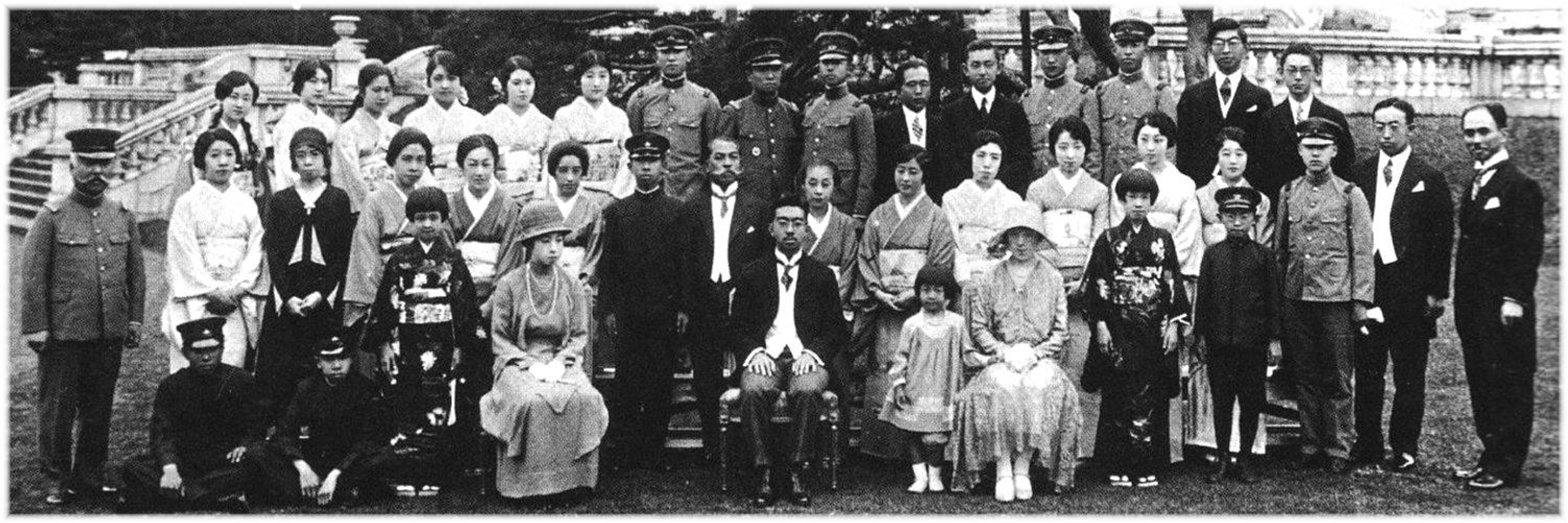
Císař Hirohito a členové Kjú-Mijake (členové větví mladších synů královské rodiny)

Rodina Higašikuni ztratila svůj císařský status v říjnu 1947. Žijící bývalé císařské princezny jsou:
- Acuko Ikedaová (narozená 7. března 1931), čtvrtá dcera a čtvrté dítě císaře Hirohita a přežívající starší sestra císaře Akihita.
- Takako Šimazuová (narozená 2. března 1939), pátá dcera a nejmladší dítě císaře Hirohita a mladší sestra císaře Akihita.
- Jasuko Konoe (narozená 26. dubna 1944), nejstarší dcera a nejstarší dítě prince Takahita a princezny Juriko.[12]
- Masako Senová (narozená 23. října 1951), druhá dcera a čtvrté dítě prince Takahita a princezny Juriko.
- Sajako Kurodaová (narozená 18. dubna 1969), třetí dítě a jediná dcera císaře Akihita a císařovny Mičiko.
- Noriko Sengeová (narozená 22. července 1988), druhá dcera prince Norihita a princezny Hisako.[13]
- Ajako Morijaová (narozená 15. září 1990), třetí dcera prince Norihita a princezny Hisako.
- Mako Komurová (narozená 23. října 1991), první dcera a nejstarší dítě korunního prince a korunní princezny Akišino.

Nejstarší dcera císaře Hirohita Šigeko Higašikuni a jeho třetí dcera Kazuko Takacukasaová zemřely v letech 1961 a 1989.

## Finance císařské rodiny

### Rozpočet
Císař může ročně z veřejných peněz utratit 27,6 miliard japonských jenů. Všechny císařské paláce jsou vlastněny a placeny státem.
Až do roku 2003 byla za „Chryzantémovou oponou“ držena v tajnosti fakta o životě a financích japonské císařské rodiny. Johei Mori (bývalý královský zpravodaj pro Mainiči šimbun a odborný asistent žurnalistiky na Univerzitě Seidžó) odhalil ve své knize podrobnosti o financích císařské rodiny na základě 200 dokumentů, které byly zveřejněny v souladu se zákonem o přístupu k veřejným informacím.

### Personál
Japonská císařská rodina zaměstnává více než 1 000 lidí (47 služebníků na jednoho člena). Patří sem 24členný tradiční orchestr (gagaku) s 1 000 let starými nástroji, jako jsou koto a šó, 30 zahradníků, 25 kuchařů, 40 šoférů a také 78 stavitelů, instalatérů a elektrikářů. Ochranou 895 císařských hrobek je pověřeno 30 archeologů. Rodina dále zaměstnává chovatele bource morušového na císařské hedvábnické farmě Momidžijama. Císař má v pohotovosti čtyři lékaře 24 hodin denně, pět mužů spravuje jeho šatník a 11 asistuje při šintoistických obřadech.

### Výdaje
Císařský palác má vlastní kliniku za 2 miliony liber ročně se 42 zaměstnanci a 8 odděleními. Příkladem velkých výdajů je vymalování místnosti, kde tehdejší korunní princezna Masako porodila princeznu Aiko v roce 2001, za 140 000 liber. Císař Akihito utratil 140 000 liber za vybudování vinného sklepa, ve kterém má 4 500 lahví s 11 druhy bílého vína a sedmi druhy červeného, jako například Château Mouton-Rothschild (1982) nebo šampaňské Dom Pérignon (1992).
Císařská garda je speciální jednotka, skládající se z více než 900 lidí, kteří poskytují osobní ochranu císaři a dalším členům císařské rodiny, včetně jejich rezidencí, za 48 milionů liber ročně.
Kromě vnitřního dvora (císař, císařovna a jejich děti včetně korunního prince a korunní princezny) zahrnuje rodina dalších 19 členů, kteří žijí v císařských rezidencích. Není jim zakázáno pracovat nebo podnikat. Například princ Tomohito z Mikasy, jeho manželka a dvě dcery dostávají 310 000 liber ročně, ale japonská veřejnost o nich moc neví a mají málo královských povinností.
Skutečné roční náklady se od roku 2003 odhadovaly na 325 milionů dolarů ročně.

## Podpora
Průzkum časopisu Asahi šimbun z roku 1997 ukázal, že 82 % Japonců by podpořilo pokračování monarchie. Průzkumy poté ukázaly, že 1/3 respondentů je vůči tématu „lhostejná“. Císařský systém je považován za symbol země, poskytuje pocit vazby, účelu, duchovního jádra a zdroje tradice a stability. Malé procento respondentů tvrdí, že císařský systém je zastaralý a není v souladu se současnou dobou.